# I'm Glad
"I'm Glad" är en R&B-låt framförd av den amerikanska sångerskan Jennifer Lopez, skriven av henne själv, Cory Rooney, Troy Oliver, Andre Deyo, Jesse Weaver, Jr. och producerad av Troy Oliver och Cory Rooney till Lopez' tredje studioalbum This Is Me...Then (2002).
I "I'm Glad" sjunger framföraren att hon är glad över att hon har hittat sin själsfrände. Låten samplar Schoolly Ds låt "P.S.K. What Does It Mean?" från 1986. Låten gavs ut som den tredje singeln från Lopez' skiva den 7 augusti 2003. Midtempo-spåret misslyckades att matcha föregående singlars framgångar utan tog sig till en 32:a plats på Billboard Hot 100. Låten presterade bättre på R&B-listan Hot R&B/Hip-Hop Songs där den tog sig till en 19:e plats. I USA toppade dansremixen av låten danslistan Hot Dance Club Play. Internationellt presterade låten bättre. I Australien blev låten en topp-tio hit och certifierades med guldstatus av ARIA. I Kanada, Nederländerna och Ungern nådde "I'm Glad" över topp-tio och blev en ytterligare smash-hit för Lopez. I Tyskland, Irland, Italien, Storbritannien och Schweiz nådde låten över topp-tjugo.
Musikvideon till singeln regisserades av David LaChapelle. Koreografin skapades av Jeffrey Hornaday och baserades på filmen Flashdance (1983). Lopez bar en liknande outfit som Jennifer Beals bar i filmen. Videon mottog fyra nomineringar vid MTV Video Music Awards år 2003. Dessa var "Best Female Video", "Best Dance Video", "Best Choreography" och "Best Art Direction". Återskapandet av scenerna från Flashdance fick Lopez att bli stämd av Maureen Marder, vars liv var inspirationen bakom filmen. Hon ansåg att videon var ett olovligt verk från hennes liv. Stämningsansökan avslogs i juni år 2006.

## Format och innehållsförteckning
| - Amerikansk CD-singel 1. "I'm Glad" (Album Version) - 3:42 2. "I'm Glad" (Paul Oakenfold's Perfecto Remix) - 5:46 - Brittisk CD/Maxi-singel 1. "I'm Glad" (Album Version) 2. "I'm Glad" (Ford's Sire Radio Edit Remix) 3. "I'm Glad" (Murk Miami Radio Edit Remix) 4. "I'm Glad" (Who Da Funk Remix) | - Australiensisk CD-singel 1. "I'm Glad" - 3:42 2. "I'm Glad" (J-Lo Vs. Who Da Funk Main Mix) - 7:21 3. "I'm Glad" (Murk Miami Mix) - 8:00 4. "I'm Glad" (Video) |

## Topplistor
| Lista (1999-2000)                           | Topp position |
| ------------------------------------------- | ------------- |
| Australiens ARIA                            | 10            |
| Österrikes Ö3 Austria Top 75                | 50            |
| Belgiens Ultratop 50 (Flandern)             | 30            |
| Belgiens Ultratop 40 (Vallonien)            | 31            |
| Kanadas Canadian Hot 100                    | 8             |
| Tysklands Media Control Charts              | 17            |
| Irlands IRMA                                | 19            |
| Nederländernas Dutch Top 40                 | 6             |
| Nya Zeelands RIANZ                          | 22            |
| Sveriges Sverigetopplistan                  | 44            |
| Schweiz' Schweizer Hitparade                | 12            |
| Storbritanniens UK Singles Chart            | 11            |
| Amerikanska Billboard Hot 100               | 32            |
| Amerikanska Billboard Hot R&B/Hip-Hop Songs | 19            |
| Amerikanska Billboard Dance Club Play       | 4             |